# Matoatoa spannringi
Matoatoa spannringi là một loài thằn lằn trong họ Gekkonidae. Loài này được Nussbaum, Raxworthy & Pronk miêu tả khoa học đầu tiên năm 1998.